# Mistrzostwa Europy w Boksie 1977
XXII Mistrzostwa Europy w Boksie (mężczyzn) odbyły się w dniach 28 maja–5 czerwca 1977 w Halle. Walczono w jedenastu kategoriach wagowych. Startowało 146 uczestników z 23 państw, w tym jedenastu reprezentantów Polski.

## Medaliści

### Waga papierowa
| Złoto                   | Srebro                    | Brąz                                             |
| ----------------------- | ------------------------- | ------------------------------------------------ |
| Henryk Średnicki Polska | Georgi Georgijew Bułgaria | Anatolij Klujew ZSRR · Philip Sutcliffe Irlandia |

### Waga musza
| Złoto                   | Srebro                   | Brąz                                          |
| ----------------------- | ------------------------ | --------------------------------------------- |
| Leszek Błażyński Polska | Ołeksandr Tkaczenko ZSRR | Płamen Kamburow Bułgaria · Nuri Eroğlu Turcja |

### Waga kogucia
| Złoto              | Srebro              | Brąz                                                |
| ------------------ | ------------------- | --------------------------------------------------- |
| Stefan Förster NRD | Teodor Dinu Rumunia | Manfred König Niemcy · Dimityr Pelichwanow Bułgaria |

### Waga piórkowa
| Złoto                  | Srebro               | Brąz                                     |
| ---------------------- | -------------------- | ---------------------------------------- |
| Richard Nowakowski NRD | Roman Gotfryd Polska | Wiktor Rybakow ZSRR · Tidi Tudor Rumunia |

### Waga lekka
| Złoto                   | Srebro               | Brąz                                       |
| ----------------------- | -------------------- | ------------------------------------------ |
| Ace Rusevski Jugosławia | Christian Zornow NRD | René Weller Niemcy · Abdel Kerzazi Francja |

### Waga lekkopółśrednia
| Złoto               | Srebro           | Brąz                                                  |
| ------------------- | ---------------- | ----------------------------------------------------- |
| Bogdan Gajda Polska | Ulrich Beyer NRD | Calistrat Cuțov Rumunia · Mehmet Bogujevci Jugosławia |

### Waga półśrednia
| Złoto                | Srebro                | Brąz                                         |
| -------------------- | --------------------- | -------------------------------------------- |
| Walerij Limasow ZSRR | Karl-Heinz Krüger NRD | Vasile Cicu Rumunia · Płamen Jankow Bułgaria |

### Waga lekkośrednia
| Złoto                 | Srebro                | Brąz                                             |
| --------------------- | --------------------- | ------------------------------------------------ |
| Wiktor Sawczenko ZSRR | Markus Intlekofer RFN | Jerzy Rybicki Polska · Kalevi Marjamaa Finlandia |

### Waga średnia
| Złoto                    | Srebro               | Brąz                                                   |
| ------------------------ | -------------------- | ------------------------------------------------------ |
| Leonid Szaposznikow ZSRR | Bernd Wittenburg NRD | Ilia Angełow Bułgaria · Svatopluk Žáček Czechosłowacja |

### Waga półciężka
| Złoto                | Srebro             | Brąz                                             |
| -------------------- | ------------------ | ------------------------------------------------ |
| Dawid Kwaczadze ZSRR | Ottomar Sachse NRD | Ion Györfi Rumunia · Rauno Pellikainen Finlandia |

### Waga ciężka
| Złoto                   | Srebro               | Brąz                                               |
| ----------------------- | -------------------- | -------------------------------------------------- |
| Jewgienij Gorstkow ZSRR | Jürgen Fanghänel NRD | Mircea Șimon Rumunia · Atanas Suwandżijew Bułgaria |

## Występy Polaków
- Henryk Średnicki (waga papierowa) wygrał w eliminacjach z Mustafą Gençem (Turcja), w ćwierćfinale z Václavem Horňákiem (Czechosłowacja), w półfinale z Philipem Sutcliffem (Irlandia) i w finale z Georgijem Georgijewem (Bułgaria) zdobywając złoty medal
- Leszek Błażyński (waga musza) wygrał w ćwierćfinale z João Miguelem (Portugalia), w półfinale z Nuri Eroğlu (Turcja) i w finale z Ołeksandrem Tkaczenko (ZSRR) zdobywając złoty medal
- Mirosław Wawrzyniak (waga kogucia) przegrał pierwszą walkę w eliminacjach z Teodorem Dinu (Rumunia)
- Roman Gotfryd (waga piórkowa) wygrał w eliminacjach z Victorem Texeirą (Portugalia), w ćwierćfinale z Tiborem Stojką (Czechosłowacja), w półfinale z Tidim Tudorem (Rumunia), a w finale przegrał z Richardem Nowakowskim (NRD) zdobywając srebrny medal
- Ryszard Tomczyk (waga lekka) wygrał w eliminacjach z Ladislavem Konečným (Czechosłowacja), a w ćwierćfinale przegrał z Ace Rusevskim (Jugosławia)
- Bogdan Gajda (waga lekkopółśrednia) wygrał w eliminacjach z Todorem Michalewem (Bułgaria), w ćwierćfinale z George Agrimanakisem (Grecja), w półfinale z Calistratem Cuțovem (Rumunia) i w finale z Ulrichem Beyerem (NRD) zdobywając złoty medal
- Bolesław Nowik (waga półśrednia) przegrał pierwszą walkę w eliminacjach z Karlem-Heinzem Krügerem (NRD)
- Jerzy Rybicki (waga lekkośrednia) wygrał w eliminacjach z Günterem Rostankowskim (NRD), w ćwierćfinale z Miroslavem Pavlovem (Czechosłowacja),  a w półfinale przegrał z Wiktorem Sawczenko (ZSRR) zdobywając brązowy medal
- Wiesław Niemkiewicz (waga średnia) przegrał pierwszą walkę w eliminacjach z Slobodanem Kačarem (Jugosławia)
- Paweł Skrzecz (waga półciężka) przegrał pierwszą walkę w eliminacjach z Dragomirem Vujkoviciem (Jugosławia)
- Antoni Kuskowski (waga ciężka) przegrał pierwszą walkę w ćwierćfinale z Jewgienijem Gorstkowem (ZSRR)